# Un homme, un colt
Pour plus de détails, voir Fiche technique et Distribution.
Un homme, un colt (en italien : Un uomo e una colt, en espagnol : Un hombre y un colt) est un western spaghetti hispano-italien sorti en 1967, réalisé par Tulio Demicheli.

## Synopsis
Un pistolero, Dakota Joe, est sollicité par Don Carlos, un chef de bande local, pour tuer un médecin. Mais Dakota Joe découvre que Don Carlos terrorise la région et que le médecin est un soutien de la révolution d'Emiliano Zapata, rival de Don Carlos.

## Fiche technique
- Titre français : Un homme, un colt
- Titre original espagnol : Un hombre y un colt[1]
- Genre : western spaghetti
- Réalisation : Tulio Demicheli
- Scénario : Nino Stresa, Tulio Demicheli
- Musique : Coriolano Gori, Ángel Oliver (sous le pseudo d'Oliver Piña Ángel)
- Production : Tulio Demicheli, Alberto Grimaldi pour PEA, Tulio Demicheli P.C.
- Photographie : Emilio Foriscot, Oberdan Troiani
- Format d'image :  2.35:1
- Montage : Eugenio Alabiso, José Luis Matesanz
- Durée : 85 min
- Décors : José Luis Ruis
- Maquillage : Adrián Jaramillo, Josè Luis Ruiz
- Pays :  Espagne,  Italie
- Langues originales : espagnol, italien
- Année de sortie : 1967
- Date de sortie en salle en France : 28 janvier 1970[2]

## Distribution
- Robert Hundar : Dakota Joe
- Fernando Sancho : Pedro
- Mirko Ellis : Don Carlos
- Gloria Milland : Carmencita
- Marta Reves : Beatriz
- Jacinto Martín : Pablo
- Paco Morán (crédité sous le nom de Francisco Moran) : Gracián
- Félix Dafauce : docteur García Gómez
- Vittoria Di Silverio : Ines
- José Canalejas : homme de Don Carlos
- Josefina Serratosa : mère de Pedro

## Critique
« Il film, sceneggiato dallo stesso regista, si muove un po' nell'aria di Quién sabe? di Damiani; ma con minor ambizione ideologica, sebbene con scaltro mestiere. Se non altro esso ci dimostra che si può confezionare un western di sicuro gradimento popolare, senza di necessità crogiolarsi nella violenza, qui tenuta in parca misura. [...] »
— Leo Pestelli

« Le film, scénarisé par le réalisateur lui-même, est un peu dans l'air de Quién sabe ? de Damiani ; avec moins d’ambition idéologique, mais avec un savoir-faire astucieux. Cela nous montre au moins qu’il est possible de faire un western, certes populaire, sans nécessairement se vautrer dans la violence, qui est ici utilisée avec parcimonie. [...] »